# Eddie Cahill

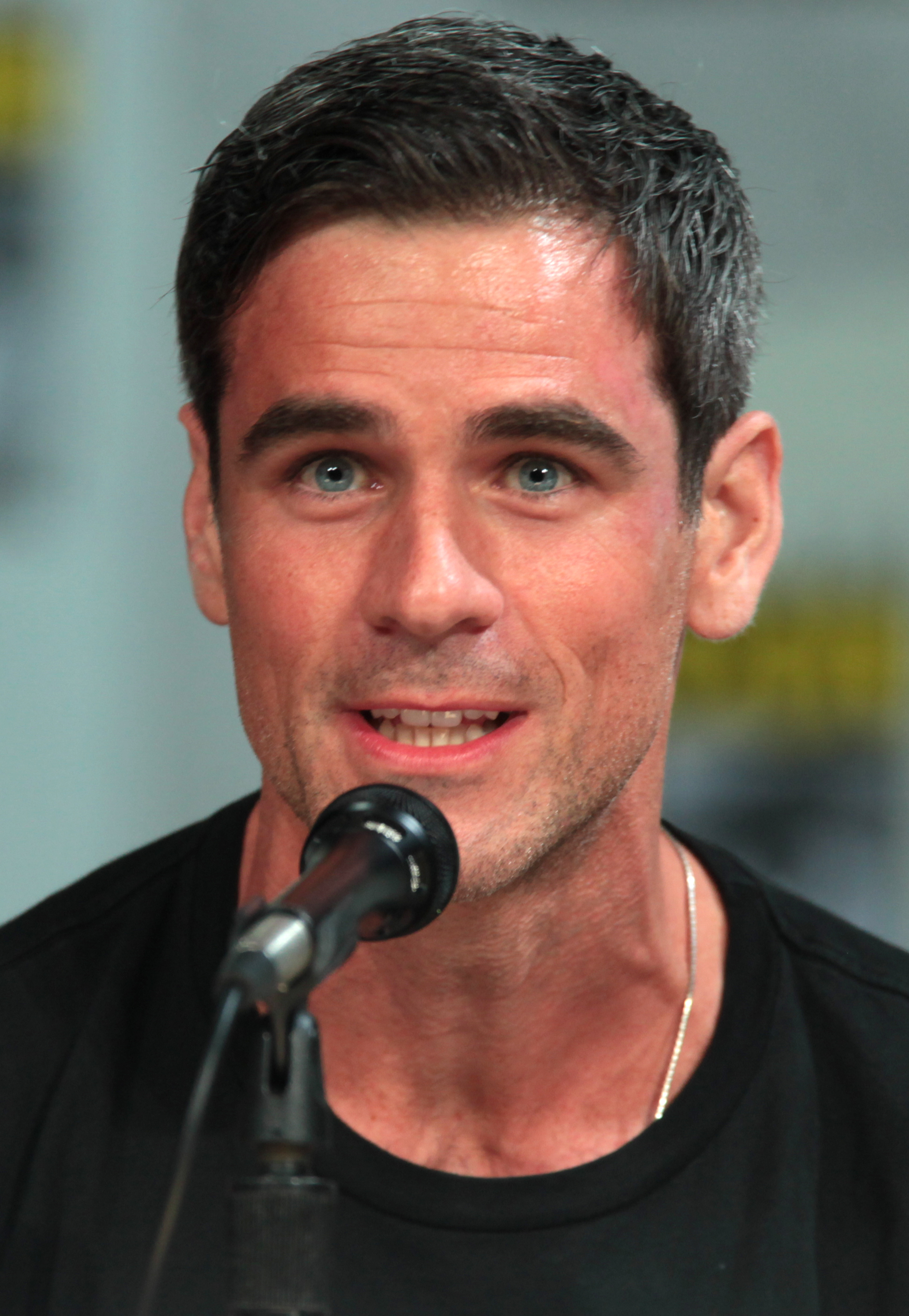
Eddie Cahill (2014)

Edward Patrick „Eddie“ Cahill (* 15. Januar 1978 in New York City, New York) ist ein US-amerikanischer Schauspieler, der vor allem durch seine Rolle des Detective Don Flack in CSI: NY bekannt geworden ist.

## Leben und Karriere
Eddie Cahill ist irischer und italienischer Abstammung und wuchs als zweites Kind einer Familie mit drei Kindern auf. Er hat eine ältere und eine jüngere Schwester.
Eddie Cahill schloss 1996 die Byram Hills High School in Armonk, New York, ab. Schon bald danach wandte er sich der Schauspielerei zu und begann 2000 seine Karriere mit Kurzauftritten in den Serien Sex and the City und Charmed – Zauberhafte Hexen. Es folgten weitere Auftritte in Friends und Dawson’s Creek. Seine erste Serienhauptrolle hatte Cahill 2002 in der Fernsehserie Glory Days.
Von 2004 bis 2013 spielte er in 197 Folgen Don Flack in CSI: NY, einem CSI-Spin-off. 2004 wirkte er in dem Film Miracle – Das Wunder von Lake Placid über den Eishockeytrainer Herb Brooks mit, der 1980 die amerikanische Eishockeymannschaft bei den Olympischen Spielen zum Sieg führte. In der zweiten und dritten Staffel der CBS-Science-Fiction-Serie Under the Dome, die auf dem im Original gleichnamigen Roman Die Arena von Stephen King basiert, übernahm er die Hauptrolle des Sam Verdreaux.
Während der Dreharbeiten zu CSI: NY lebte Eddie Cahill gemeinsam mit seiner Frau und seinem im November 2009 geborenen Sohn in Los Angeles.

## Filmografie (Auswahl)
- 2000: Sex and the City (Fernsehserie, Folge 3x04)
- 2000: Charmed – Zauberhafte Hexen (Charmed, Fernsehserie, Folge 3x05)
- 2000: Felicity (Fernsehserie, 3 Folgen)
- 2000–2001: Friends (Fernsehserie, 7 Folgen)
- 2001: Law & Order: Special Victims Unit (Fernsehserie, Folge 2x17)
- 2002: Dawson’s Creek (Fernsehserie, Folge 6x09)
- 2002: Haunted (Fernsehserie, 2 Folgen)
- 2002: Glory Days (Fernsehserie, 9 Folgen)
- 2004: Miracle – Das Wunder von Lake Placid (The Miracle)
- 2005: Dogtown Boys (Lords of Dogtown)
- 2004–2013: CSI: NY (Fernsehserie, 197 Folgen)
- 2008: Auf schmalem Grat (The Narrows)
- 2008: This Is Not a Test
- 2014–2015: Under the Dome (Fernsehserie, 26 Folgen)
- 2016–2017: Conviction (Fernsehserie, 13 Folgen)
- 2019: Hawaii Five-0 (Fernsehserie, Folge 9x06)
- 2019: L.A.’s Finest (Fernsehserie, Folgen 1x12–1x13)
- 2019: Navy CIS: New Orleans (Fernsehserie, 3 Folgen)
- 2022: Rise
- 2023: Blue Bloods – Crime Scene New York (Blue Bloods, Fernsehserie, Folge 13x10)
- 2024: Omni Loop
- 2025: Was ist Liebe wert – Materialists (Materialists)

## Videospiele
- 2008: CSI: NY (Detective Don Flack Synchronisation)